# Campo do Tenente
Campo do Tenente – miasto i gmina w Brazylii, w stanie Parana. Znajduje się w mezoregionie Metropolitana de Curitiba i mikroregionie Rio Negro.